# Béatrice Denaes
Béatrice Denaes, née le 14 mars 1956 à Calais, est une journaliste française, connue sous le nom de Bruno Denaes avant son coming out trans en 2019.
Elle est diplômée de l’École supérieure de journalisme de Lille (ESJ Lille-1979). Elle est la médiatrice des antennes de Radio France de 2015 à 2018. Elle est aujourd'hui journaliste indépendante et formatrice. Elle est membre fondatrice et co-présidente de TRANS SANTÉ France / FPATH.

## Biographie
Béatrice Denaes commence sa carrière comme pigiste en 1975, au quotidien Nord-Littoral et à l’hebdomadaire régional la Croix du Nord-Magazine, puis à FR3 Nord Pas-de-Calais (1978-1979), où elle présente les matinales de la radio.
Durant son service national (1979-1980), elle crée un journal télévisé pour le 43e RI de Lille et réalise plusieurs magazines vidéo.
En 1980, elle participe à la création de Fréquence Nord  (France Bleu Nord, aujourd’hui) ; d’abord reporter, elle présente les matinales à partir de 1983 (journal de 6h, tranche d’informations de 8h à 8h30 avec un invité quotidien). Elle participe également à l’émission politique « L’Invité en question » sur FR3-Nord-Pas de Calais. À 29 ans (1985), elle est nommée rédactrice en chef de Radio France Creuse (France Bleu Creuse), puis de Radio France Bretagne Ouest (France Bleu Breizh Izel) en 1986. Elle présente également le journal de 12h30 et crée une grande émission hebdomadaire (« Crible ») autour d’un invité (diffusée conjointement sur Radio-France Armorique). Elle prend en charge la correspondance de l’ACP (Agence Centrale de Presse) pour le Limousin, puis la Bretagne de 1985 à 1989.
Béatrice Denaes rejoint l’équipe de France Info en 1989 pour assurer la rédaction en chef des matinales. Parallèlement de 1997 à 2000, elle est chargée du suivi des études et de la mise en place du numérique à France Info.
En 2001, elle devient rédactrice en chef responsable de la journée. En 2004, elle est nommée secrétaire général, un poste créé par Michel Polacco, directeur de France Info, alors que la chaîne d’information continue poursuit son développement. De 2005 à 2015, elle assure également la chronique hebdomadaire Savoir être, avec la psychanalyste Claude Halmos.
En 2008, elle crée l’Atelier radio France Info, destiné à initier les enfants à la fabrication et à la réalisation d’un journal. En collaboration avec le CLEMI, l’Atelier participe, entre autres, aux animations de la Semaine de la Presse et des Médias dans l’École. Béatrice Denaes est membre du Comité de pilotage de cette Semaine (Ministère de l’Éducation nationale).
De 2008 à 2015, elle représente Radio France à la Commission Information des Radios francophones publiques (RFP). De 2013 à 2015, elle copréside la CPNEF-AV Journaliste (Commission Paritaire Nationale Emploi et Formation).
En 2014, dans le cadre de la réforme de France Info, initiée par Laurent Guimier, nouvellement nommé, Béatrice Denaes propose la création d’une agence interne d’information, inspirée en partie par la RTBF (membre des RFP). Elle prépare le projet, mis en œuvre ensuite par Estelle Cognacq qui deviendra la rédactrice en chef de l’Agence France Info, opérationnelle en janvier 2016.
En août 2015, Béatrice Denaes est nommée médiatrice des antennes par Mathieu Gallet, PDG de Radio France. À ce titre, elle anime trois « Rendez-vous »  sur les antennes de France Info (tous les samedis), de France Culture (un jeudi sur deux dans l’émission « La Grande Table » d'Olivia Gesbert) et de France Inter (le dernier vendredi du mois dans l’émission « L’Instant M » de Sonia Devillers). En novembre 2016, elle lance une vidéo hebdomadaire « Le Sens des Mots » : des linguistes, des lexicologues, des spécialistes répondent aux remarques et aux interrogations des auditeurs sur le bon usage des mots de l’actualité. Le site de la médiatrice relaie les messages des auditeurs et explique le fonctionnement et les coulisses de la radio. À partir de septembre 2015, Béatrice Denaes représente Radio France à l’Observatoire de la Déontologie de l’Information et entre au Conseil d’Administration de l’ODI en 2016. Elle est membre du Cercle des médiateurs de presse.
En mai 2017, Béatrice Denaes réunit pour la première fois les médiateurs francophones sous l’égide des MFP (Médias Francophones Publics) ; les médiateurs de Radio Canada, la RTBF (Belgique), la RTS (Suisse), France Télévisions, France Médias Monde et Radio France décident de partager leurs expériences et d’échanger leurs approches de la médiation de manière permanente : Béatrice Denaes devient la présidente de cette Commission MFP.
Par ailleurs, Béatrice Denaes a été formatrice à l’Institut de journalisme de Bordeaux-Aquitaine (IJBA), l’École de journalisme de Toulouse (EJT) et l’ESJ Lille. Elle a également monté des formations ou réalisé des audits de fonctionnement ou de management pour Outremer La 1re, Radio Roumanie, la Radio Suisse Romande, la radio de la MINUSMA au Mali, la Radio Algérienne et la Radio Télévision Tunisienne. Depuis 2017, elle est enseignante à l’École de Journalisme de Sciences Po-Paris.
Le 21 juin 2018, Béatrice Denaes annonce, sur France Culture, son départ de Radio France, faisant valoir ses droits à la retraite.
À la retraite, Béatrice Denaes entreprend des démarches de transition de genre. En 2019, elle déclare pouvoir être enfin elle-même et vivre « une seconde naissance ». Elle est désormais journaliste indépendante et formatrice, enseignante à l'École de Journalisme de Sciences Po-Paris où elle est également conseillère pédagogique. Elle intervient pour des formations à l'Université France Télévisions et au CLEMI. Elle est membre des jurys de la Fondation Varenne, de Zéro Cliché et de Médiatiks (Education nationale).  
En novembre 2020, elle publie un livre titré Ce corps n'était pas le mien. Histoire d'une transition tant attendue aux éditions First, dans lequel elle raconte son parcours et sa transition. 
Elle est membre fondatrice de la TRANS SANTÉ France qui réunit des personnes trans et non-binaires, des familles, des associations, des juristes, des universitaires et des professionnels impliqués dans la prise en charge des personnes trans. Lors de l'assemblée constituante de novembre 2020, elle est élue co-présidente.
En juillet 2021, elle prononce une conférence TEDx au Théâtre Graslin de Nantes évoquant son histoire et la souffrance de la transidentité: "Être [enfin] soi-même". 